# Teòfane
Teòfane (en grec antic Θεοφάνη), va ser, segons la mitologia grega, una filla del rei Bisaltes que estava dotada d'una extraordinària bellesa.
Molts herois la volien, però Posidó es va enamorar d'ella i per allunyar-la dels competidors, la va portar a l'illa de Crumissa, una illa desconeguda pels geògrafs, o potser el nom ha estat alterat per la llegenda. Els pretendents, però, van saber del lloc on s'amagava i van sortir a buscar-la. Posidó, per enganyar-los, va transformar la noia en una ovella i ell mateix es va transformar en moltó. Al mateix temps, tots els habitants de l'illa van quedar convertits en ovelles. Quan els pretendents van arribar a l'illa només van veure ramats, i van decidir menjar-se'ls. Posidó els va transformar en llops.
Més endavant, Posidó, encara en forma de moltó, es va unir amb Teòfane, que li va donar un fill, el moltó de velló d'or que més tard es va endur Frixos.